# Condado de Washington (Illinois)
O Condado de Washington é um dos 102 condados do Estado americano de Illinois. A sede do condado é Nashville, e sua maior cidade é Nashville. O condado possui uma área de 1 461 km² (dos quais 4 km² estão cobertos por água), uma população de 15 148 habitantes, e uma densidade populacional de 10 hab/km² (segundo o censo nacional de 2000). O condado foi fundado em 1818.